# Філіпп Веркрюйсс
Філіпп Веркрюйсс (фр. Philippe Vercruysse, нар. 28 січня 1962, Сомюр) — колишній французький футболіст, атакувальний півзахисник.
Насамперед відомий виступами за клуби «Ланс», «Бордо» та «Олімпік» (Марсель), а також національну збірну Франції.

## Клубна кар'єра
У дорослому футболі дебютував 1980 року виступами за «Ланс», в якому в цілому провів 7 з половиною сезонів, взявши участь у 210 матчах чемпіонату, забивши 46 голів.
Перейшовши в «Бордо» в сезоні 1986-87, став чемпіоном та володарем кубку.
А три сезони в марсельському «Олімпіку» принесли йому ще більшу славу — ще тричі став чемпіоном Франції 1988-89, 1989-90, 1990-91 та один раз володарем кубку — у 1988-89. Також у сезоні 1990-91 був фіналістом у Кубку чемпіонів.
Завершив французьку частину своєї професійної кар'єри у «Лансі» у 1997 році.
За роки кар'єри провів 16 з половиною сезонів у першому дивізіоні — Д 1, зігравши 458 матчі та забивши 102 голи.
У 1995-96 роках виступав у швейцарському «Сьйоні», де став чемпіоном та володарем кубку.
А у 2000 році, після 2 сезонів у друголіговому «Етуаль» (Каруж) повністю залишив великий футбол.

## Єврокубки
З 7 стартів у європейських клубних турнірах найкраще досягнення — фінал у розіграші Кубку чемпіонів 1990-91 у складі тогочасного лідера французького клубного футболу «Олімпіка» з Марселя. Тоді вони поступились майбутнім переможцям — «Црвеній Звезді» з Белграда.
Всього в європейських турнірах провів 38 ігор та забив 15 голів.
Свою першу гру в єврокубках провів у складі «Лансу» проти бельгійського клубу «Гент», вийшовши на заміну у самому кінці стартової грі за Кубок УЄФА сезону 1983-84.
Перший гол забив у дебютному поєдинку восени 1986 року в ірландському Вотерфорді місцевому «Вотерфорд Юнайтед», виступаючи у формі «Бордо». Той євровояж сезону 1986-87 аквітанці провели досить вдало — півфінал Кубок кубків, а Філіпп у 6 матчах забив 3 голи.
Наступні два сезони в марсельському «Олімпіку» були вершиною досягнень. Двічі клуб розпочинав у Кубку чемпіонів. У 1989-90 дійшли до півфіналу. А у 1990-91 лише у фіналі поступилися у серії післяматчевих пенальті югославам. А Веркрюйсс забив 5 м'ячів у 7 іграх. У 1/8 фіналу, вдома «Марсель» розгромив познанський «Лех» — 6:1, а Філіпп оформив хет-трик. У півфіналі у Москві забив Рінату Дасаєву.
Останні виступи в клубній Європі у складі французьких клубів — в сезоні 1993-94 у Кубок УЄФА за «Бордо». Команда дійшла до 1/8, а у 5 матчах він забив 3 голи.
Потім були фінальні два євросезони у швейцарському «Сьйоні». Обидва — у Кубку кубків. Варто відзначити зустрічі з вінницькою «Нивою» в 1/16 фіналу осінню 1996 року. У повторному матчі в Україні — двічі відзначився, чим вагомо допоміг своєму клубу пройти далі — 4:0. Ці голи були останніми в турнірах під егідою УЄФА. А далі був англійський «Ліверпуль», який не залишив жодних шансів тепер уже Філіппу і його одноклубникам. А матчі з мерсісайдцями — завершення виступів у Європі.

### Статистика виступів у єврокубках по сезонах
| Сезон             | Клуб                | Турнір          | Досягнення    | Матчі | Перемоги | Нічиї | Поразки | Голи |
| ----------------- | ------------------- | --------------- | ------------- | ----- | -------- | ----- | ------- | ---- |
| 1983-84           | «Ланс»              | Кубок УЄФА      | 1/8 фіналу    | 6     | 2        | 3     | 1       | 0    |
| 1986-87           | «Бордо»             | Кубок кубків    | 1/2 фіналу    | 6     | 4        | 1     | 1       | 3    |
| 1989-90           | «Олімпік» (Марсель) | Кубок чемпіонів | 1/2 фіналу    | 6     | 3        | 2     | 1       | 1    |
| 1990-91           | «Олімпік» (Марсель) | Кубок чемпіонів |               | 7     | 5        | 2     | 0       | 5    |
| 1993-94           | «Бордо»             | Кубок УЄФА      | 1/8 фіналу    | 5     | 4        | 0     | 1       | 3    |
| 1995-96           | «Сьйон»             | Кубок кубків    | 1/16 фіналу   | 3     | 1        | 1     | 1       | 0    |
| 1996-97           | «Сьйон»             | Кубок кубків    | 1/8 фіналу    | 5     | 2        | 1     | 2       | 3    |
| ВСЬОГО за кар'єру | ВСЬОГО за кар'єру   | 7 євросезонів   | 7 євросезонів | 38    | 21       | 10    | 7       | 15   |

### Статистика по турнірах
| Турнір          | Сезони | Матчі | Перемоги | Нічиї | Поразки | Голи |
| --------------- | ------ | ----- | -------- | ----- | ------- | ---- |
| Кубок чемпіонів | 2      | 13    | 8        | 4     | 1       | 6    |
| Кубок кубків    | 3      | 14    | 7        | 3     | 4       | 6    |
| Кубок УЄФА      | 2      | 11    | 6        | 3     | 2       | 3    |

### Єврокубкова статистика: сезони, турніри, матчі, голи
(1) — перший матч

 (2) — матч-відповідь

 (3) — не реалізував післяматчевий пенальті

 (4) — За дві хвилини до закінчення матчу за рахунку 1:0 на користь «Олімпіка», коли два з чотирьох прожекторів на стадіоні перестали світити, матч було зупинено. Через 15 хвилин, після відновлення освітлення, гравці «Мілану» відмовились виходити на поле. УЄФА присудив «Олімпіку» технічну перемогу 3:0. Марсель виграв 4:1 за сумою двох матчів.

## Виступи за збірну
За неповні 6 років у збірній (з 1983 по 1989) провів 12 ігор і забив 1 м'яч. Учасник чемпіонату світу в Мексиці в 1986 році, де французи стали бронзовими призерами.
Дебют у збірній — товариська гра 31 травня 1983 року зі збірною Бельгії — 1:1. А єдиний гол за збірну забив у другому матчі у складі «синіх». Це була товариська гра зі збірною Аргентини у Парижі 26 березня 1986 року — 2:0. Останній матч був зіграний 7 лютого 1989 року в Дубліні з ірландцями — 0:0.
На єдиному своєму Мундіалі зіграв у 3 поєдинках. У грі за третє місце з бельгійцями відіграв повний матч з урахуванням додаткового часу, допомігши забити третій гол (який на рахунку Бернара Женгіні). Це сталося 28 червня 1986 року на стадіоні «Куаутемок» в Пуеблі. Після 120 хвилин боротьби за бронзу світової першості результат був — 4:2.

### Статистика матчів за збірну
| Турнір           | Матчі | Перемоги | Нічиї | Поразки | Голи |
| ---------------- | ----- | -------- | ----- | ------- | ---- |
| Товариські матчі | 6     | 1        | 4     | 1       | 1    |
| Чемпіонат Європи | —     | —        | —     | —       | —    |
| Кваліфікація ЧЄ  | 2     | 0        | 1     | 1       | 0    |
| Чемпіонат світу  | 3     | 1        | 1     | 1       | 0    |
| Кваліфікація ЧС  | 1     | 0        | 1     | 0       | 0    |
| ВСЬОГО           | 12    | 2        | 7     | 3       | 1    |

### На чемпіонатах світу
У складі збірної був учасником:
- чемпіонату світу 1986 року в Мексиці, на якому французи були 3-ми;

| Рік  | Турнір          | Місце | Матчі | Перемоги | Нічиї | Поразки | Голи |
| ---- | --------------- | ----- | ----- | -------- | ----- | ------- | ---- |
| 1986 | Чемпіонат світу |       | 3     | 1        | 1     | 1       | 0    |

## Титули і досягнення
- «Бордо»

        Ліга 1: 1986-87
        Кубок Франції з футболу: 1986-87
- «Олімпік»

        Ліга 1: 1988-89, 1989-90, 1990-91
        Кубок Франції: 1988-89
- «Сьйон»

        Суперліга: 1996—97
        Кубок Швейцарії: 1995-96
- Збірна Франції

        Чемпіонат світу: 1986
        Кубок Артеміо Франкі: 1985